# Kryšpín a Krispinián
Svatí Kryšpín a Krispinián (kolem 3. století, Řím – 286, Soissons) byli křesťanští misionáři, rodní bratři, kteří společně s biskupem Dionísiem šířili křesťanství ve Francii, kde později v Souissonsu podstoupili mučednickou smrt. Roku 570 byli svatořečeni. Jsou patrony obuvníků.

## Život
Bratři Kryšpín a Krispinián pocházeli ze vznešené rodiny římské.
V době jejich mládí byl biskup sv. Diviš poslán od papeže Fabiana hlásat do Francie evangelium. Na cestu si vzal i několik kněží a věřících. Když bratři uslyšeli o jeho cestě, přidali se k jeho skupině, opustili svou rodinu a oddali se misionářství. Bratři Kryšpín a Krispinián zavítali do francouzského města Soissons, kde začali pilně rozšiřovat křesťanství. Aby se zde stali oblíbenějšími, založili si zde obuvnický obchod, odkud své výrobky distribuovali potřebným. Místním zatvrzelým pohanům se jejich přítomnost přestala líbit, a když do Soissonsu zavítal císař Maximianus, byli bratři předvoláni k soudu. Když odmítali vyznat pohanskou víru, byli mučeni na skřipci, byla jim vrážena do prstů šídla a ze zad vyřezávány řemínky. I přese všecky bolesti nezřekli se víry křesťanské, a tak byli dáni do vřelého kotle. Zázrakem z něj ale vylezli živí, a tak byli odsouzeni k stětí mečem.

## Kult
Těla bratrů byla předhozena dravé zvěři. Místní křesťané ale těla tajně odnesli a pochovali. V sedmém století vystavěl biskup sv. Ansarik v Soissonsu chrám, v nichž byly uloženy ostatky obou světců. Později však byly ostatky přeneseny do Říma. Svatí Kryšpín a Krispinián jsou patrony obuvníků a katolických řemeslníků.
Roku 1714 obuvníci v Praze nechali postavit v Týnském chrámě znamenitý oltář a bývali zde vždy přítomni na mši svaté v den jejich svátku, který se slaví 25. října.

## Crispinade
Pojem „Crispinade“ vysvětluje Komenského slovník naučný jako „dobrodiní vykonávané na účet jiných“. Podle něj Crispinus a Crispinianus kradli kůže a vyráběli z nich boty, jimiž zdarma obdarovávali chudé. Tutéž informaci přináší i Meyerův zahraniční slovník.